# Унур-Кіясово
Уну́р-Кія́сово (рос. Унур-Киясово, удм. Ушкур) — присілок у складі Кіясовського району Удмуртії, Росія.
Населення — 75 осіб (2010; 87 у 2002).
Національний склад:
- марійці — 79 %